# 茶之魔手
茶之魔手（英語：Tea & Magic Hand），又稱茶の魔手、茶的魔手，是一個起源於臺灣臺南市的連鎖手搖飲料店品牌，成立於1993年，創辦人兼董事長為王賢明。目前全臺門市約有六百餘間，主要以南部地區門市佔為多數，有「手搖飲南霸天」之稱，也是臺灣唯一擁有茶園與製茶廠的手搖飲企業。2019年下半年宣佈進軍日本市場，將於東京澀谷開設海外首間分店。

## 公司歷程

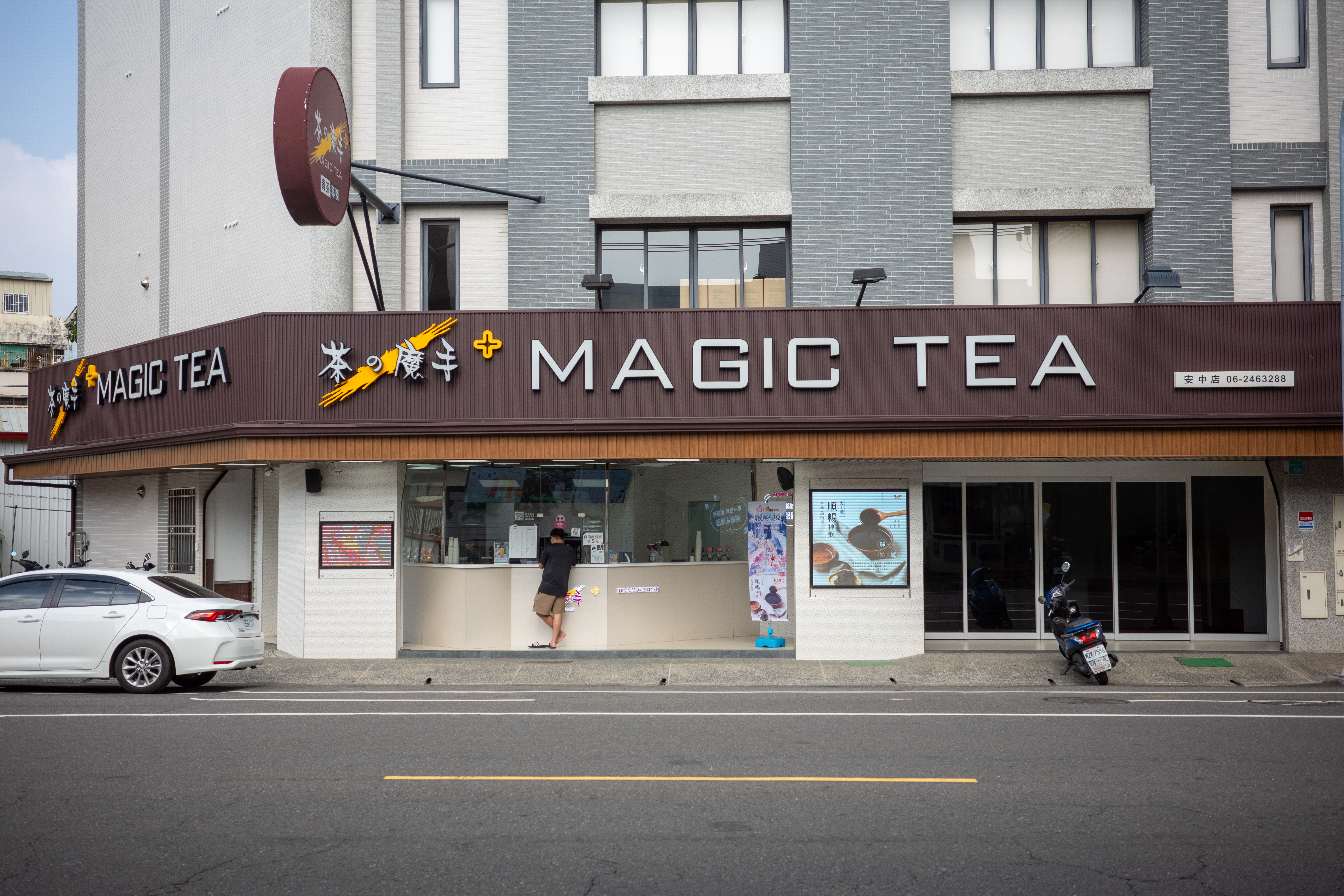
茶之魔手臺南安中店（創始店）。

1989年，王賢明在臺南創立「竹林茶坊」，1993年更為現名，創始店座落今臺南市安南區安中路一段626號。
2024年3月，茶之魔手於臺北市松山區慶城街1號成立臺北市首家分店。